# Sophie de Gloucester
La princesse Sophie Mathilde de Gloucester (29 mai 1773 – 29 novembre 1844) est un arrière-petite-fille du Roi Georges II de Grande-Bretagne et de la nièce du Roi Georges III.

## Biographie

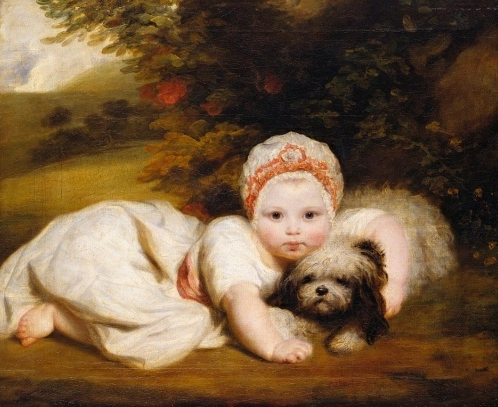
La princesse Sophie, jeune enfant.

La princesse Sophia est née à Grosvenor Street, Mayfair. Son père est William Henry de Grande-Bretagne, le troisième fils du Frédéric de Galles. Sa mère est Maria, la fille illégitime de Edward Walpole (fils cadet de Robert).
Elle est baptisée dans un salon de Gloucester House le 26 juin 1773, par Charles de la Mousse, L'Évêque de Saint-David. Elle a trois parrains : Henri de Cumberland et Strathearn, son oncle paternel; la duchesse de Cumberland, sa tante par alliance; et la Reine de Danemark et de Norvège, sa tante paternelle (qui est représentée). Le Roi refuse d'être le parrain, car il reproche à son frère, le mariage avec Maria Walpole, une roturière.
En tant qu’arrière petite-fille du roi George II, elle n’aurait pas dû bénéficier du titre de Princesse. Mais le roi George III lui accorda ce privilège par lettres patentes.
Sophie est considérée comme une épouse possible pour le duc de Clarence (qui plus tard règne comme roi Guillaume IV), mais elle n'a manifesté aucun enthousiasme pour le mariage. Sophie ne s'est jamais mariée et n'a aucun enfant. Elle vit à New Lodge à Winkfield, près de Windsor dans le Berkshire et est gardienne du parc de Greenwich. Elle est décédée à Ranger la Maison, Blackheath, à Londres, le 29 novembre 1844 et est enterrée dans la Chapelle Saint-Georges.
Comme un arrière-petite-fille de la lignée mâle de Georges II, Sophia a le titre d'Altesse. Le 22 juillet 1816, le frère de Sophie, William Frederick (2e duc de Gloucester et Édimbourg) épouse leur cousine, Marie de Hanovre, fille de Georges III. Le jour de leur mariage, le Prince Régent donne le titre d'Altesse Royale au duc de Gloucester. Le lendemain, Sophie reçoit également ce titre, lui donnant un rang égal avec son frère.